# Adriaphaenops
Adriaphaenops is een geslacht van kevers uit de familie van de loopkevers (Carabidae). De wetenschappelijke naam van het geslacht is voor het eerst geldig gepubliceerd in 1928 door Noesske.

## Soorten
Het geslacht Adriaphaenops omvat de volgende soorten:
- Adriaphaenops antroherponomimus Noesske, 1928
- Adriaphaenops pretneri Scheibel, 1935
- Adriaphaenops staudacheri Scheibel, 1939
- Adriaphaenops stirni Pretner, 1959
- Adriaphaenops zupcensis Pavicevic, 1990